# Balhary House
Balhary House ist eine Villa nahe der schottischen Ortschaft Alyth in der Council Area Perth and Kinross. 1971 wurde das Bauwerk in die schottischen Denkmallisten in der höchsten Denkmalkategorie A aufgenommen.

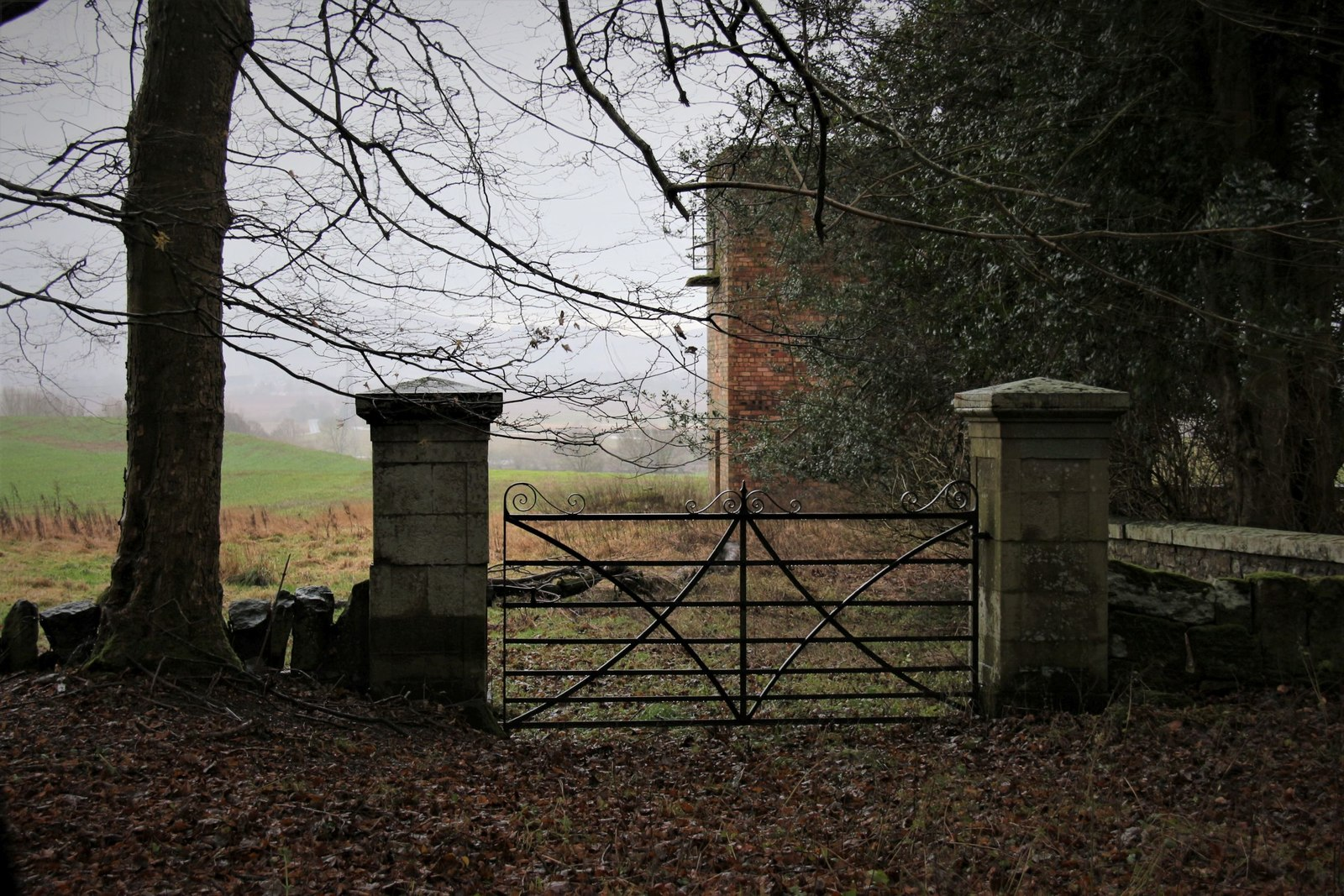
Pforte von Balhary House

## Beschreibung
John Smyth veranlasste den Bau von Balhary House. Mit der Planung betraute er einen lokalen Architekten namens John Carver. Zwischen 1817 und 1821 wurden die Arbeiten ausgeführt. Bis heute ist Balhary House unverändert erhalten.
Die Villa steht weitgehend isoliert rund zwei Kilometer südöstlich von Alyth. Sie ist im klassizistischen georgianischen Stil ausgestaltet. Das zweistöckige Gebäude weist einen L-förmigen Grundriss auf. Sein Mauerwerk besteht aus Steinquadern. Die nordostexponierte Hauptfassade ist drei Achsen weit. Mittig tritt ein kleiner Portikus mit vier dorischen Säulen heraus.  Darüber ist ein Drillingsfenster eingelassen. Die Auslucht an der drei Achsen weiten Südostfassade ist abgekantet. Die Fassade ist mit Eckrisaliten ausgeführt. An der Nordostseite geht ein einstöckiger Flügel ab. Dieser ist über ein kurzes Bauteil mit ein Pavillon verbunden, der mit einem segmentbogigen Drillingsfenster ausgeführt ist.